# Makarba
Makarba là một thị trấn thống kê (census town) của quận Ahmadabad thuộc bang Gujarat, Ấn Độ.

## Nhân khẩu
Theo điều tra dân số năm 2001 của Ấn Độ, Makarba có dân số 18.090 người. Phái nam chiếm 53% tổng số dân và phái nữ chiếm 47%. Makarba có tỷ lệ 60% biết đọc biết viết, cao hơn tỷ lệ trung bình toàn quốc là 59,5%: tỷ lệ cho phái nam là 69%, và tỷ lệ cho phái nữ là 51%. Tại Makarba, 16% dân số nhỏ hơn 6 tuổi.